# ورم غلوكاغوني
ورم غلوكاغوني (بالإنجليزية: Glucagonoma)‏ هو نوع من أنواع الأورام ويُعد نادر الوجود يُصيب خلية ألفا في البنكرياس مؤديًا بذلك إلى زيادة كمية المُنتجة من هرمون الغلوكاغون.

## العلامات والأعراض
التأثير العضوي الأساسي للغلوكاغونوما هو إفراط إنتاج ببتيد هرمون غلوكاغون، والذي يحسّن من مستويات سكر الدم من خلال تفعيل عمليات ابتنائية وعمليات تقويض بما في ذلك استحداث الجلوكوز وتحلل الدهن على التوالي. يُنتِج الغلوكوميوغينيسيس جلوكوز من مواد تتكون من بروتين وحمض أميني. كما تزيد من تحلل الدهون وهي علية تكسر في النسيج الدهني. النتيجة النهائية هي هايبرغلوكاغونيميا وانخفاض مستويات الأحماض الأمينية في الدم (هايبوأمينوأسيديميا)، إسهال، فقر الدم (أنيميا) وفقدان الوزن من 5-15 كغم.
التهاب الجلد الحمامي الهجري النكرولتيكي هو عرض تقليدي يلاحظ عند المرضى الذين يعانون من الغلوكاغونوما، وهو مشكلة تظهر في 70% من الحالات. يتميّز الورم الغلوكاكوني المرتبط بانتشار بثور حمامية وتورّم في مناطق تتعرض للاحتكاك والضغط، كالبطن والأرداف والعجان وأصل الفخذ.
وغالباً ما ينتج السكري بسبب الخلل في إفراز الإنسولين والغلوكاغون الذي يحدث في حالة الغلوكاغوموما. يحدث السكري في حوالي 80-90% من حالات الغلوكاغونوما، ويزيد بتفاقم مقاومة الإنسولين.

## الأسباب
على الرغم من أن السبب غير معروف، تلعب العوامل الوراثية دوراً في بعض الحالات، ويعتبر تاريخ العائلة الطبي فيما يتعلق بالغدد الصماء متعددة نوع نيوبلاسيا النوع 1 عامل خطر. عادةً ما تكون هذه الأورام سرطانية، خاصة بانتشار السرطان وتدهور الحالة.

## العلاج
يمكن علاج إفراز الغلوكاغون المتزايد بالتحكم بسوماتوستاتين الذي يمنع إطلاق الغلوكاغون.
استخدم كل من دوكسوروبيسين وستربتوزوتوسين بنجاح لتدمير خلايا ألفا في جزر البنكرياس انتقائياً. لا تدمّر هذه العلاجات الورم، لكن تساعد على الحدّ من تقدّم الأعراض.
العلاج الناجع الوحيد للغلوكاغونوما هو الاستئصال جراحياً، حيث يتم إزالة الورم. من المعروف أن الاستئصال يعكس الأعراض عند بعض المرضى.